# مروان أحمد الغرير
مروان أحمد ماجد الغرير، رجل أعمال إماراتي مدير عام مجموعة عبد الله الغرير. يشغل منصب عضو مجلس إدارة في الشركة الإسلامية العربية للتأمين. يملك 50% من مجموعة منال التي أسسها مع أخيه جمعة أحمد الغرير. والده هو سيف أحمد الغرير.